# Toulouse Launaguet Basket
Pour les articles homonymes, voir TLB et Toulouse (homonymie).
Le Toulouse Launaguet Basket (TLB) était un club de basket-ball français basé à Toulouse appartenant à la Ligue féminine de basket (lors des saisons 2002-2003 et 2003-2004).
En juin 2004, le tribunal de commerce de Toulouse prononce la mise en liquidation judiciaire dû à un passif de 150 000 € sur un budget de 500 000 €, subventionné à hauteur de 200 000 € par la mairie de Toulouse elle-même.
Le club qui a pris sa succession à Toulouse fut d’abord le Toulouse Basket Club, avant que celui-ci se scinde en deux clubs distincts, le club masculin demeurant le Toulouse Basket Club et le club féminin prenant le nom du Toulouse Métropole Basket. Ce dernier évolue actuellement en Ligue féminine 2.

## Historique
Comme son nom l’indique, le TLB était issu du rapprochement des communes de Toulouse et de Launaguet.

## Parcours du TLB

### En Ligue Féminine
| Saison    | Place (saison régulière) | Pts | V-D   | Place (play-off) | Pts | V-D | Bilan                               |
| 1996-1997 | 12e                      | 26  | 4-18  | 11e              | 8   | 2-4 | Relégation en NF1                   |
| 1998-1999 | 10e                      | 29  | 7-15  | 11e              | 8   | 2-4 | Relégation en NF1                   |
| 2002-2003 | 6e                       | 32  | 10-12 | 6e               | 10  | 4-2 | Qualification pour l’EuroCup        |
| 2003-2004 | 9e                       | 24  | 4-16  | 9e               | 8   | 4-0 | Maintien en LFB (avant disparition) |

### En EuroCup
- 2003-2004 : 0 V - 6 D

## Palmarès
- Coupe de France : 1992, 1994

## Joueuses marquantes
- Petra Štampalija
- Céline Fromholz
- Gaëlle Skrela

## Entraîneurs marquants
- Agnès Borg-Wright